# Wilchowe (obwód kirowohradzki)
Wilchowe (ukr. Вільхове) – wieś na Ukrainie, w obwodzie kirowohradzkim, w rejonie hołowaniwskim, w hromadzie Błahowiszczenśke. W 2001 liczyła 1320 mieszkańców, wśród których 1299 wskazało jako ojczysty język ukraiński, a 18 rosyjski, 1 bułgarski, 1 ormiański, a 1 inny.